# Адейр (Айова)
Адейр (англ. Adair) — місто (англ. city) в США, в округах Адер і Гатрі штату Айова. Населення — 791 особа (2020).

## Географія
Адейр розташований за координатами 41°30′1″ пн. ш. 94°38′35″ зх. д. / 41.50028° пн. ш. 94.64306° зх. д. (41.500150, -94.642953).  За даними Бюро перепису населення США в 2010 році місто мало площу 5,74 км², з яких 5,69 км² — суходіл та 0,04 км² — водойми.

## Демографія
Згідно з переписом 2010 року, у місті мешкала 781 особа в 361 домогосподарстві у складі 208 родин. Густота населення становила 136 осіб/км².  Було 403 помешкання (70/км²).
Расовий склад населення:
| - 98,1 % — білих - 0,5 % — азіатів - 0,1 % — корінних американців |

До двох чи більше рас належало 0,5 %. Частка іспаномовних становила 1,3 % від усіх жителів.
За віковим діапазоном населення розподілялося таким чином: 23,2 % — особи молодші 18 років, 59,0 % — особи у віці 18—64 років, 17,8 % — особи у віці 65 років та старші. Медіана віку мешканця становила 41,9 року. На 100 осіб жіночої статі у місті припадало 96,2 чоловіків;  на 100 жінок у віці від 18 років та старших — 87,5 чоловіків також старших 18 років.
Середній дохід на одне домашнє господарство  становив 54 911 долар США (медіана — 48 188), а середній дохід на одну сім'ю — 70 122 долари (медіана — 59 028). За межею бідності перебувало 15,9 % осіб, у тому числі 14,6 % дітей у віці до 18 років та 22,3 % осіб у віці 65 років та старших.
Цивільне працевлаштоване населення становило 451 осіб. Основні галузі зайнятості: освіта, охорона здоров'я та соціальна допомога — 18,4 %, будівництво — 15,3 %, виробництво — 12,9 %, роздрібна торгівля — 12,0 %.